# Eparchia di Salavat

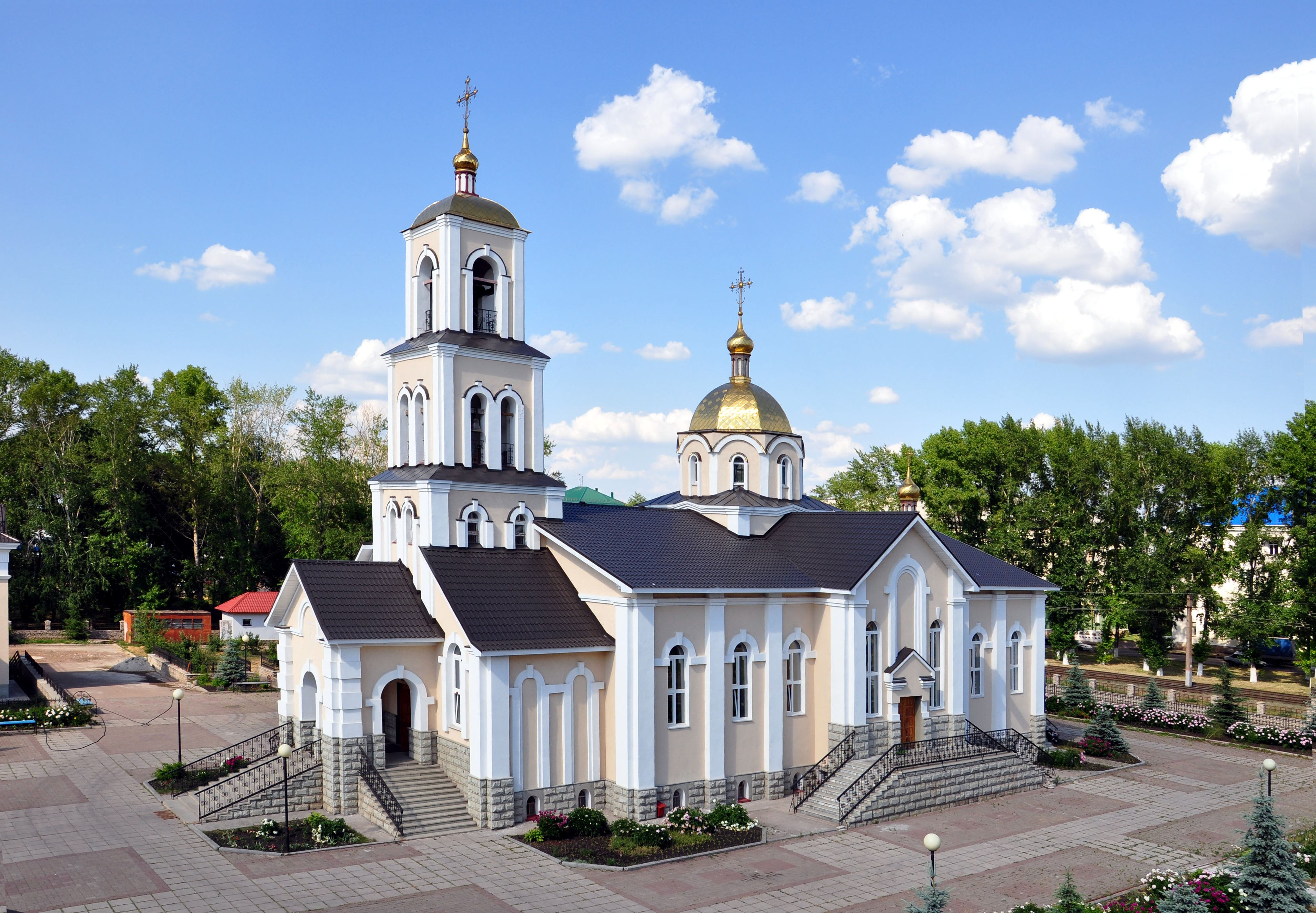
La cattedrale dell'Assunta.

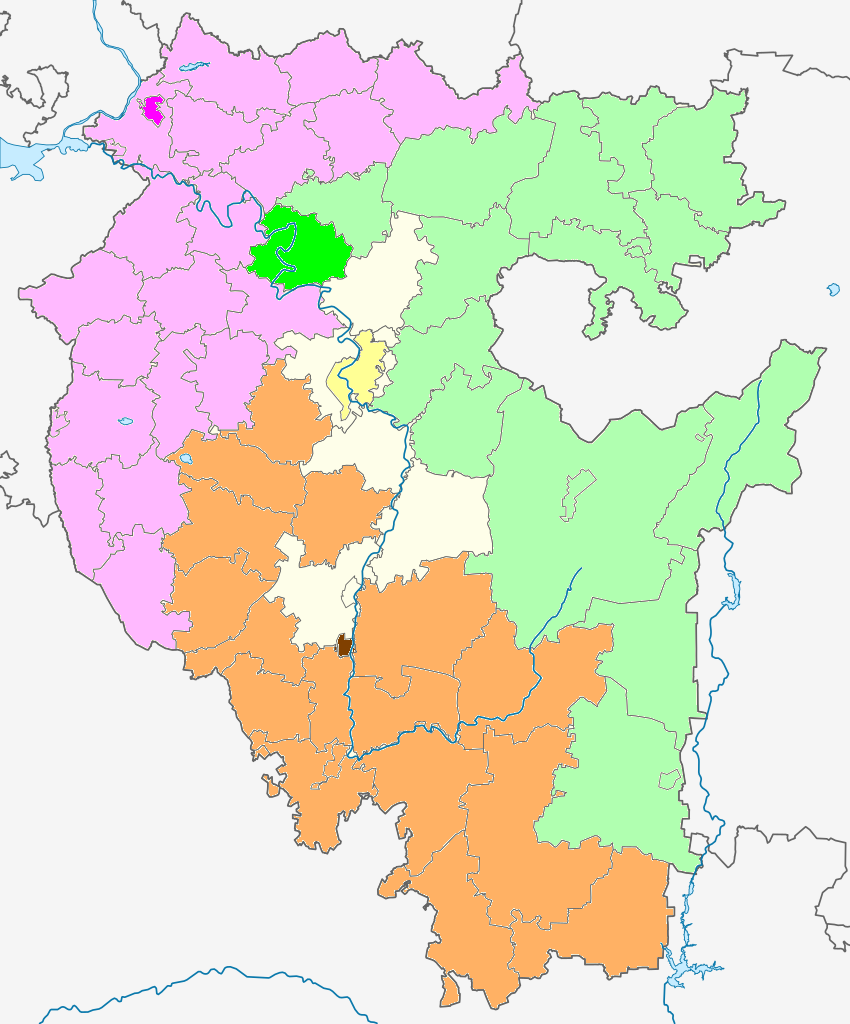
In arancione la mappa dell'eparchia di Salavat nella repubblica della Baschiria.

L'eparchia di Salavat (in russo: Салаватская епархия) è una diocesi della Chiesa ortodossa russa, appartenente alla metropolia della Baschiria.

## Territorio
L'eparchia comprende 15 rajon nella repubblica della Baschiria nel circondario federale del Volga.
Sede eparchiale è la città di Salavat, dove si trova la cattedrale dell'Assunta. L'eparca ha il titolo ufficiale di «eparca di Salavat e Kumertau».
Nel 2021 l'eparchia era suddivisa in 10 decanati per un totale di 100 parrocchie.

## Storia
L'eparchia è stata eretta con decisione del Santo Sinodo del 27 dicembre 2011, con territorio separato da quello dell'eparchia di Ufa. Il 29 luglio 2017 ha ceduto una porzione del suo territorio a vantaggio dell'erezione dell'eparchia di Birsk.